# Michel Chion
Michel Chion, né le 16 janvier 1947 à Creil (Oise), est un compositeur de musique concrète, enseignant de cinéma, et critique cinématographique français.
Il a été membre du Groupe de recherches musicales (GRM) de 1971 à 1976. Il a réalisé des films et des vidéos et publié 33 ouvrages sur le son, la musique, le cinéma, entre autres des monographies sur Andreï Tarkovski, David Lynch, Jacques Tati et Stanley Kubrick.

## Biographie
Après des études littéraires et musicales, Michel Chion entre en 1970 au Service de la recherche de l'ORTF, où il est successivement assistant de Pierre Schaeffer au Conservatoire national supérieur de musique et de danse de Paris, réalisateur-producteur des émissions du Groupe de recherches musicales (GRM), et responsable des publications de l'Ina-GRM, dont il fait partie de 1971 à 1976. C'est là qu'il rencontre Robert Cahen, compositeur et vidéaste, avec lequel le lieront désormais des rapports d'amitié et de collaboration.
Parallèlement, il compose dans les studios du GRM des musiques concrètes, dont le Requiem (grand prix du disque 1978) et plusieurs mélodrames concrets, forme dramatique qu'il inaugure en 1972 avec Le Prisonnier du son et continue avec La Tentation de saint Antoine, 1984, en passant par Tu, 1977-1985, et Nuit noire, 1985. On citera aussi La roue, cycle du quotidien, 1972-1985, 24 préludes à la vie, Variations et Sonate, 1989-1991, Crayonnés ferroviaires, 1992, Credo Mambo, 1992 — réalisée dans les studios de Musiques & Recherches (Ohain, Belgique) —, Gloria, 1994 — œuvres pour lesquelles il développe des techniques de réalisation originales. On lui doit aussi des musiques et conceptions sonores pour des films et vidéos.
Il ouvre comme théoricien un domaine neuf : l'étude systématique des rapports audio-visuels, qu'il enseigne dans plusieurs centres (notamment à l'université de Paris III, où il est professeur associé) et écoles de cinéma (La Fémis, l'ESEC, DAVI), et développe dans un ensemble de cinq ouvrages. Parmi une vingtaine de titres traduits dans une dizaine de langues, il a écrit aussi sur Pierre Henry, François Bayle, Charlie Chaplin, Jacques Tati, David Lynch, Andreï Tarkovski divers sujets de musique et de cinéma, publié dans des revues françaises et internationales et contribué à de nombreux dictionnaires et encyclopédies.
Il publie en 1991, grâce à Jérôme Noetinger, L'Art des sons fixés, où est notamment proposé, pour désigner cette musique, le retour à l'appellation de « musique concrète » dans le sens où l'on peut abandonner toute référence musicale antérieure (interprétation, etc.). Sa redéfinition insiste sur les effets propres à la « fixation » du son, terme qu'il initie à la place de celui d'« enregistrement ». 
Après avoir consacré un Guide des objets sonores aux idées de Schaeffer (1983), il fonde dans Le Promeneur écoutant, essais d'acoulogie (1993), complété par Musiques, médias, technologies (1994), une théorie du son s'appuyant sur le langage. 
Parallèlement, il aborde la réalisation avec notamment le court métrage Éponine (prix Jean-Vigo, premiers prix à Clermont-Ferrand et à Montréal). En 1995, il entreprend une Messe de terre audio-vidéo au Centre international de création vidéo Pierre Schaeffer de Montbéliard.

## Œuvres

### Publications
La bibliographie complète de Michel Chion est consultable sur son site personnel.
- Les Musiques électroacoustiques, avec Guy Reibel, coll. « Ina/Edisud », Aix-en-Provence, 344 p. illustré, 1976
- « La musique du futur a-t-elle un avenir ? », dans Cahiers Recherche/Musique n° 4, INA/GRM, Paris, 1977
- Pierre Henry, Fayard, coll. « Musiciens d'aujourd'hui », Paris, 280 p., illustré, 1980 ; rééd. 2003
- La Musique électroacoustique, PUF, coll. « Que sais-je ? », Paris, 128 p., 1982
- Guide des objets sonores, Buchet-Chastel, 1983
- La Voix au cinéma, Cahiers du cinéma, coll. « Cinéma Essais », Paris, 1984
- Le Son au cinéma, Éditions de l'Étoile/Cahier du cinéma, coll. « Essais », Paris, 224 p., illustré, 1985
- Écrire un scénario, Cahier du cinéma/INA, Paris, 224 p., 1986
- Jacques Tati, Cahiers du cinéma, coll. « Auteurs », Paris, 128 p., illustré, 1987
- La Toile trouée, la parole au cinéma, Cahiers du cinéma, coll. « Essais », Paris, 192 p., illustré Une grande partie du texte a été repris dans Un art sonore, le cinéma, 1988.
- Les Lumières de la ville de Charlie Chaplin, étude critique, Fernand Nathan, coll. « Synopsis », Paris, 112 p., illustré, 1989
- Le Cinéma et ses métiers, Bordas, Paris, 256 p., illustré, 1990
- L’Audio-vision - Son et image au cinéma, Armand Colin, coll. « Cinéma », Paris, (réédité en 2005), 1991.
- L'Art des sons fixés ou La musique concrètement, Fontaine, Metamkine/Nota Bene/Sono-Concept, 1991, 104 p. (OCLC 690869386}, présentation en ligne) Traduction en italien, espagnol et en allemand. Édition revue en 2009 (éditions Mômeludies).
- Le Promeneur écoutant, essais d'acoulogie, Plume éditeur, 1993
- Musiques, médias et technologies, Flammarion, coll. « Dominos », 1994
- François Bayle, parcours d'un compositeur, avec Annette Vande Gorne, Musiques & Recherches, 1994
- La Musique au cinéma, Fayard, coll. « Les Chemins de la musique », Paris, 476 p., 1995 Prix du meilleur livre de cinéma 1995, décerné par le syndicat français de la critique de cinéma.
- Un art sonore, le cinéma, Cahiers du cinéma, coll. « Cinéma Essais », Paris, 2003
- Le Son : traité d'acoulogie, Armand Colin, 2e éd. revue et corrigée, Paris, 2010[3]
- L'Écrit au cinéma, Armand Colin, Paris, 233 p., 2013

### Œuvres musicales
- La Machine à passer le temps (1972)
- Requiem (1973)
- On n'arrête pas le regret (1975)
- Tu (1977, 1996)
- L'Été (1982)
- La Ronde (1982)
- Suite volatile (1984)
- La Tentation de saint Antoine (1984)
- La Danse de l’épervier (1984)[4]
- La Roue (1972-1985)
- Nuit noire (1979-1985)
- Sambas pour un jour de pluie (1985)
- Sonate (1990)
- Variations (1990)
- 24 préludes à la vie (1989-91)
- Le Prisonnier du son (1972-1991)
- Crayonnés ferroviaires (1992)
- Credo Mambo (1992)
- Gloria (1994)
- La Messe de terre (1996, 2003)
- Hymne de l'enfant à son réveil (1997)
- L'Isle sonante (1998, 2005)
- Dix-sept minutes (2000)
- Une symphonie concrète (2006)

#### Commentaire
À propos de La Tentation de saint Antoine, Lionel Marchetti écrit :

« Dans La Tentation de saint Antoine, le désert est une surface d’inscription. Un champ de particules organisé pour être lu et foulé, une surface à modeler dans la virginité d’un profond étonnement. Or, dans un détour jailli de l’instant, se fait entendre un cycle de forces. Car le désert est aussi un son. Le son du désert, pour Michel Chion, est immense et paradoxal. Il met l’auditeur face à un plein. Il est recouvert de cette membrane de présence et de fertilité active qu’il a reçue lors du premier dépôt du reflux de sa constitution, se faisant de l’azur chaud descendu sur un sol devenu or. Comme une catastrophe quasi silencieuse, il est l’un des grands lieux de circulation dynamique et fécondante qui sillonnent l’échine de toute la composition musicale. Stratégiquement implanté, il se propose d’être une localité acoustique d’où il sera possible de puiser dans le passé de notre écoute la plus attentive. Le son du désert est un son chargé. Il révèle, sous son apparence minimale, ce qu’est posséder un son en tant que compositeur, lorsqu’il est la réussite d’une abstraction pleine et se met en scène comme le lieu d’une apparition. De là, dans la composition, il appelle toutes les images, qui même si enfouies et voilées dans les remous anarchiques de l’esprit du saint, se donnent comme véritablement expressives. »

— Lionel Marchetti

### Discographie
- La Tentation de saint Antoine. La ronde, Ina-GRM, INA_C 2002/03, 1991
- Credo Mambo, Cinéma pour l'oreille, MKCD 004, 1992
- Requiem, empreintes DIGITALes, IMED 9312, 1993
- Gloria, Cinéma pour l'oreille, MKCD 015, 1995
- Préludes à la vie, empreintes DIGITALes, IMED 9523, 1995
- On n'arrête pas le regret, Ina-GRM, INA_E 5005, 1996
- L'Opéra concret, MCE, MCE 01, 1998 Compilation d’extraits de : Crayonnés ferroviaires; Le Prisonnier du son ; La Ronde ; Sonate en trois mouvements ; Requiem ; On n’arrête pas le regret ; Gloria ; Credo Mambo ; 24 préludes à la vie ; Dix études de musique concrète ; Perpetuum Kyrie ; Nuit noire ; Suite volatile ; La Tentation de saint Antoine ; Étude d’après Beethoven ; Tu.
- Dix-sept minutes, Cinéma pour l'oreille, MKCD 032, 2002
- Les 120 jours avec Lionel Marchetti, Jérôme Noetinger, Fringes, FRINGES ARCHIVE_03, 2004
- Tu, Brocoli, BROCOLI 002, 2006
- Diktat, Double cd Nuun records-1, 2010[6]
- La Vie en Prose : Une symphonie concrète, Brocoli, Brocoli 009, 2011

### Radio
- « Faut-il se prosterner devant Saint-Kubrick ? », France Inter, 26 juillet 2011.